# Petróvichi
Petróvichi es un pueblo en el óblast de Smolensk de la Federación Rusa, cerca de la frontera con Bielorrusia, a unos 400 kilómetros al sudoeste de Moscú.
Petróvichi es el lugar de nacimiento, el 2 de enero de 1920 (por aquel entonces parte de la gobernación de Gómel de República Socialista Federativa Soviética de Rusia), del escritor Isaac Asimov. En 1923, la familia emigró a los Estados Unidos. Con esto, salvaron sus vidas, pues los hebreos que permanecieron en Petrovichi fueron asesinados por los nazis en la invasión de 1941.
- Datos: Q1010621